# Face à la tornade
Face à la tornade (Metal Tornado) est un téléfilm canadien réalisé par Gordon Yang, diffusé en 2011.

## Synopsis
Michael, et sa petite amie travaillent ensemble sur un projet de créer de l'énergie pour en faire de l'électricité grâce aux éruptions solaires. Mais au cours du premier essai, les scientifiques détectent une surcharge sur les capteurs, heureusement tout semble rentré dans l'ordre. Mais voilà que Michael découvre qu'il y a eu une perte de 2 %. Peu de temps après d'étranges phénomènes apparaissent dans les environs. Les témoins parlent de tornades pas comme les autres qui attirent tous les objets métalliques...

## Fiche technique
- Titre original : Metal Tornado
- Réalisation : Gordon Yang
- Scénario : Gordon Yang, Travis Stevens et Jason Bourque
- Musique : Richard Bowers
- Pays : États-Unis
- Durée : 90 min

## Distribution
- Lou Diamond Phillips (VF : Marc Saez) : Michael Edwards
- Nicole De Boer (VF : Géraldine Asselin) : Rebecca
- Greg Evigan (VF : Nicolas Marié) : Jonathan
- Stephen MacDonald (VF : Yoann Sover) : Nick Edwards
- Sophie Gendron : Allysa
- John MacLaren : Ron
- Jack Eyamie : Hank
- Kate Drummond : Wendy
- Cinthia Burke (VF : Laurence Charpentier) : Lisa
- Alexis Maitland : Megan
- Todd Duckworth (VF : Benoît Allemane) : Stephen Winters